# Supercopa de Japón 2015
La Supercopa de Japón 2015, también conocida como Supercopa Fuji Xerox 2015 (en inglés: Fuji Xerox Super Cup 2015) por motivos de patrocinio, fue la 22.ª edición de este torneo.
Fue disputada entre Gamba Osaka, como campeón tanto de la J. League Division 1 2014 como de la Copa del Emperador 2014, y Urawa Red Diamonds, como subcampeón de la J. League Division 1 2014. El partido se jugó el 28 de febrero de 2015 en el Estadio Internacional de la ciudad de Yokohama.

## Participantes
| Bandera de Prefectura de Osaka      | Gamba Osaka        | Campeón de la J. League Division 1 (2014) Campeón de la Copa del Emperador (2014) |
| Bandera de la Prefectura de Saitama | Urawa Red Diamonds | Subcampeón de la J. League Division 1 (2014)                                      |

## Partido
| 28 de febrero de 2015, 13:35 (UTC+9) | Gamba Osaka              | 2:0 (0:0) | Urawa Red Diamonds | Estadio Internacional, Yokohama                            |                                                            |
|                                      | Usami 68' · Patric 90+4' | Reporte   |                    | Asistencia: 47.666 espectadores Árbitro(s): Yūdai Yamamoto | Asistencia: 47.666 espectadores Árbitro(s): Yūdai Yamamoto |

### Detalles
| 1          | Guardameta     | Masaaki Higashiguchi |       |
| 22         | Defensa        | Oh Jae-Suk           |       |
| 5          | Defensa        | Daiki Niwa           |       |
| 8          | Defensa        | Keisuke Iwashita     |       |
| 4          | Defensa        | Hiroki Fujiharu      |       |
| 17         | Centrocampista | Tomokazu Myōjin      |       |
| 7          | Centrocampista | Yasuhito Endō        |       |
| 19         | Centrocampista | Kōtarō Ōmori         | 90+1' |
| 11         | Centrocampista | Shū Kurata           |       |
| 39         | Delantero      | Takashi Usami        | 78'   |
| 24         | Delantero      | Shingo Akamine       | 63'   |
| Entrenador | Entrenador     | Kenta Hasegawa       |       |

| 1          | Guardameta     | Shūsaku Nishikawa |     |
| 46         | Defensa        | Ryōta Moriwaki    |     |
| 4          | Defensa        | Daisuke Nasu      | 87' |
| 5          | Defensa        | Tomoaki Makino    |     |
| 14         | Centrocampista | Tadaaki Hirakawa  |     |
| 8          | Centrocampista | Yōsuke Kashiwagi  |     |
| 22         | Centrocampista | Yūki Abe          |     |
| 24         | Centrocampista | Takahiro Sekine   |     |
| 7          | Centrocampista | Tsukasa Umesaki   | 72' |
| 31         | Centrocampista | Toshiyuki Takagi  | 56' |
| 20         | Delantero      | Tadanari Lee      |     |
| Entrenador | Entrenador     | Mihailo Petrović  |     |

| 29 | Delantero      | Patric       | 63'   |
| 9  | Delantero      | Lins         | 78'   |
| 13 | Centrocampista | Hiroyuki Abe | 90+1' |

| 21 | Delantero      | Zlatan Ljubijankič | 56' |
| 19 | Delantero      | Yūki Mutō          | 72' |
| 13 | Centrocampista | Keita Suzuki       | 87' |

| Anotado | 68'   | Takashi Usami | 1-0 |
| Anotado | 90+4' | Patric        | 2-0 |

| Amonestado | 34'   | Tomokazu Myōjin |
| Amonestado | 90+4' | Patric          |

| Amonestado | 11' | Takahiro Sekine |
| Amonestado | 48' | Tsukasa Umesaki |
| Amonestado | 86' | Ryōta Moriwaki  |

| Árbitro             | Yūdai Yamamoto |
| Árbitros asistentes | Toshiyuki Nagi |
| Árbitros asistentes | Taku Nakano    |
| Cuarto árbitro      | Itaru Hirose   |

| 1          | Guardameta     | Masaaki Higashiguchi |       |
| 22         | Defensa        | Oh Jae-Suk           |       |
| 5          | Defensa        | Daiki Niwa           |       |
| 8          | Defensa        | Keisuke Iwashita     |       |
| 4          | Defensa        | Hiroki Fujiharu      |       |
| 17         | Centrocampista | Tomokazu Myōjin      |       |
| 7          | Centrocampista | Yasuhito Endō        |       |
| 19         | Centrocampista | Kōtarō Ōmori         | 90+1' |
| 11         | Centrocampista | Shū Kurata           |       |
| 39         | Delantero      | Takashi Usami        | 78'   |
| 24         | Delantero      | Shingo Akamine       | 63'   |
| Entrenador | Entrenador     | Kenta Hasegawa       |       |

| 1          | Guardameta     | Shūsaku Nishikawa |     |
| 46         | Defensa        | Ryōta Moriwaki    |     |
| 4          | Defensa        | Daisuke Nasu      | 87' |
| 5          | Defensa        | Tomoaki Makino    |     |
| 14         | Centrocampista | Tadaaki Hirakawa  |     |
| 8          | Centrocampista | Yōsuke Kashiwagi  |     |
| 22         | Centrocampista | Yūki Abe          |     |
| 24         | Centrocampista | Takahiro Sekine   |     |
| 7          | Centrocampista | Tsukasa Umesaki   | 72' |
| 31         | Centrocampista | Toshiyuki Takagi  | 56' |
| 20         | Delantero      | Tadanari Lee      |     |
| Entrenador | Entrenador     | Mihailo Petrović  |     |

| 29 | Delantero      | Patric       | 63'   |
| 9  | Delantero      | Lins         | 78'   |
| 13 | Centrocampista | Hiroyuki Abe | 90+1' |

| 21 | Delantero      | Zlatan Ljubijankič | 56' |
| 19 | Delantero      | Yūki Mutō          | 72' |
| 13 | Centrocampista | Keita Suzuki       | 87' |

| Anotado | 68'   | Takashi Usami | 1-0 |
| Anotado | 90+4' | Patric        | 2-0 |

| Amonestado | 34'   | Tomokazu Myōjin |
| Amonestado | 90+4' | Patric          |

| Amonestado | 11' | Takahiro Sekine |
| Amonestado | 48' | Tsukasa Umesaki |
| Amonestado | 86' | Ryōta Moriwaki  |

| Árbitro             | Yūdai Yamamoto |
| Árbitros asistentes | Toshiyuki Nagi |
| Árbitros asistentes | Taku Nakano    |
| Cuarto árbitro      | Itaru Hirose   |

| Estadísticas       | Gamba Osaka | Urawa Red Diamonds |
| ------------------ | ----------- | ------------------ |
| Tiros              | 6           | 7                  |
| Tiros al arco      | 4           | 2                  |
| Faltas             | 24          | 18                 |
| Tiros de esquina   | 4           | 3                  |
| Penales            | 0           | 0                  |
| Fueras de juego    | 0           | 1                  |
| Posesión del balón | 37%         | 63%                |

|                                |
| Bandera de Prefectura de Osaka |
| Campeón Gamba Osaka 2.º título |